# 생리학적 조건
생리학적 조건(生理學的條件, 영어: physiological condition)은 생물학, 생화학, 의학에서 사용되는 용어이다. 이는 인공적인 실험실 조건과 달리 해당 유기체나 세포 시스템에 대해 자연적으로 발생할 수 있는 외부 또는 내부 환경의 조건을 의미한다. 20~40 °C의 온도 범위, 대기압 1, pH 6~8, 1~20 mM의 포도당 농도, 대기 산소 농도, 지구 중력 및 전자기는 지구 상의 대부분의 생물에 대한 생리학적 조건의 예이다.

## 같이 보기
- 생물학
- 생화학